# Zjadacz węży
Zjadacz węży (ang. Snake Eater lub Soldier) – film sensacyjny powstały w 1989 roku, koprodukcja amerykańsko-kanadyjska. Był to pierwszy film akcji w karierze Lorenzo Lamasa, który na początku lat dziewięćdziesiątych stał się gwiazdorem tegoż gatunku. Film poprzedzał dwa sequele – Zjadacza węży 2 (1991) oraz Zjadacza węży 3 (1992), w których główną rolę powtórzył Lamas.

## Opis fabuły
Snake Eaters to elitarny oddział marynarki wojennej. Jego adepci słyną z odwagi i nieustępliwości. Jack Kelly, zwolniony za nieszablonowe metody działania, zostaje policjantem i wypowiada wojnę handlarzom narkotyków. Gdy jego rodzice zostają zamordowani, a siostra porwana, Jack samotnie wymierza sprawiedliwość.

## Obsada
- Lorenzo Lamas – Jack Kelly alias "Żołnierz"
- Josie Bell – The Kid
- Robert Scott – Junior
- Ronnie Hawkins – King
- Cheryl Jeans – Jennifer
- Larry Csonka – Bronsky
- Ben DiGregorio – Santucci
- Mowava Pryor – Chloe
- Ron Palillo – Torchy